# Адам-Миколай Сенявський
Ада́м-Микола́й з Гранова Сеня́вський (пол. Adam Mikołaj Sieniawski; 1666, Львів — 18 лютого 1726) — польський магнат, державний діяч Речі Посполитої, белзький воєвода (з 1692 р.), польний коронний гетьман (з 1702 р.), великий коронний гетьман (з 1706 р.), краківський каштелян (з 1710 р.). Представник спольщеного українського шляхетського роду Сенявських гербу Леліва. Відомий протектор Унії. Підписувався як «граф на Шклові і Миші». Ревний противник короля Станіслава Лещинського.

## Біографія

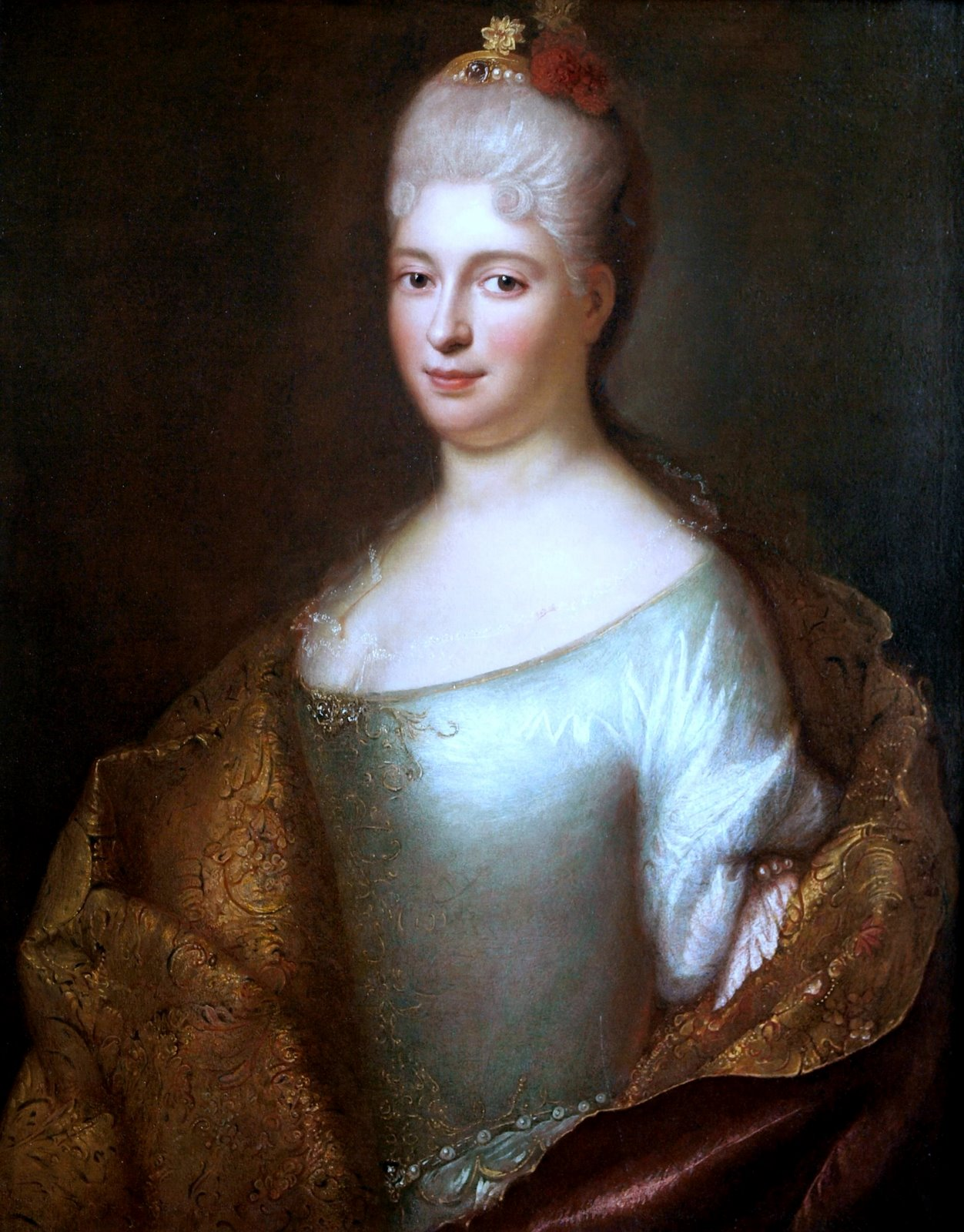
Ельжбета — дружина

Народився 1666 року у Львові. Син Миколи-Єроніма Сенявського та його дружини Цецилії Марії Радзивілл, доньки великого маршалка литовського Олександра Людовика Радзивілла. Вуй канівського старости, відомого мецената Миколи Василя Потоцького.
1683 року брав участь у поході військ короля Яна III Собеського під Відень. У роки Північної війни (1700–1721 рр.) воював на боці короля Авґуста II Фрідріха (Сильного).
Керував придушенням повстання Семена Палія (1702–1704) у Правобережній Україні.
1702 року швагер Стефан Александер Потоцький, намагаючись отримати якусь сатисфакцію, викликав на дуель (через недодане віно дружини — сестри Адама Миколая Йоанни, також через програш боротьби за булаву польного гетьмана коронного), яку заборонив Ієронім Августин Любомирський.

1703 року наказав стратити брацлавського полковника Андрія Абазина (посадження на палю).
1706 року — після зречення Авґуста II Сильного був кандидатом на польський престол. У 1709 році не допустив об'єднання польських військ короля Станіслава I Лещинського зі шведською армією Карла XII, що стало однією з причин невдачі походу шведів в Україну та їхньої поразки в Полтавській битві 1709 року. Згодом перейшов в опозицію до Авґуста II, підбурював проти нього шляхту.
На початку вересня 1712 року його військо захопило Станиславів — власність Юзефа Потоцького, спустошило околиці, ймовірно, Чернелицю — маєтність Міхала Потоцького.
3 квітня 1716 року значне військо Тарногродської конфедерації на чолі з писарем польним коронним Міхалом Потоцьким вторглося до Львова. А. М. Сенявського заарештували учасники Тарногородської конфедерації, перевезли до Любомля, потім до Чорторийська у травні. Зумів уникнути суду значною мірою завдяки московським дипломатам.
Так званий «німий сейм» 1717 року обмежив військову владу А. М. Сенявського.
Провадив листування з гетьманом Іваном Мазепою, який хотів залучити А. М. Сенявського до антимосковської коаліції. Листи Івана Мазепи з 1704–1708 рр. (понад 50, що збереглися в архіві Чорторийських у Кракові) видає УВАН у США (за редакцією Ореста Субтельного).
Останній у роді Сенявських. Його величезні маєтності (зокрема, Сатанів) через шлюб дочки Марії Софії з Авґустом Олександром Чорторийським перейшли до князів Чорторийських.
1710 року призначив 300 злотих на утримання вірменського священника та вірменського храму в Бережанах.
Похований у Бережанах 29 липня 1726 р. в крипті парафіяльного костелу міста. У похороні, зокрема, брав участь єпископ Атанасій (Шептицький).

### Посади
Белзький воєвода (з 1691/1692 р.), польний коронний гетьман (з 1702 р.), великий коронний гетьман (з 1706 р.), краківський каштелян (з 1710 р.). Староста львівський, рогатинський,, любачівський, стрийський і міста Пясечно.

## Власність
Володів Зіньковом (костел Святої Трійці у Зінькові було відновлено у 1708 році його коштом), частиною Копичинців (купив у попередніх власників Вєнявських, Міхала Йордана), Власником Гримайлова став на початку XVIII століття, 1720 року надав Гримайлову право самоврядування, статус міста. Був власником, сприяв відбудові замку Старого Села.

### Розпорядження, універсали
У І-у томі видання «Акти ґродські та земські» опубліковано кілька розпоряджень та універсалів А. М. Сенявського (1706 р. 1709 року, 1709 р.

## Сім'я
Дружина — Ельжбета Сенявська з Любомирських, шлюб взяли після коротких зашлюбин 6 серпня 1687 в каплиці Владислава IV Вази у костелі піярів Варшави (тепер Польова катедра війська польського). Діти: Марія Зофія, друга донька — ім'я невідоме (24 листопада 1703, Львів — серпень 1704).

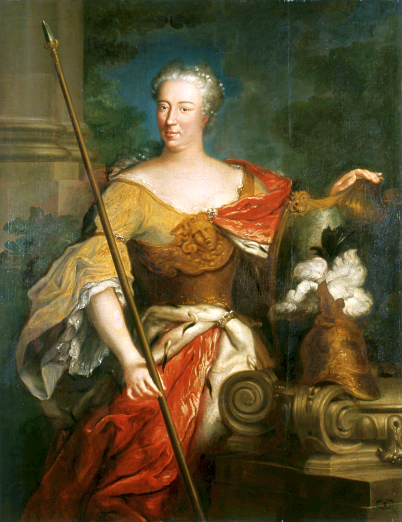
Ельжбета Гелена Сенявська

## Портрети

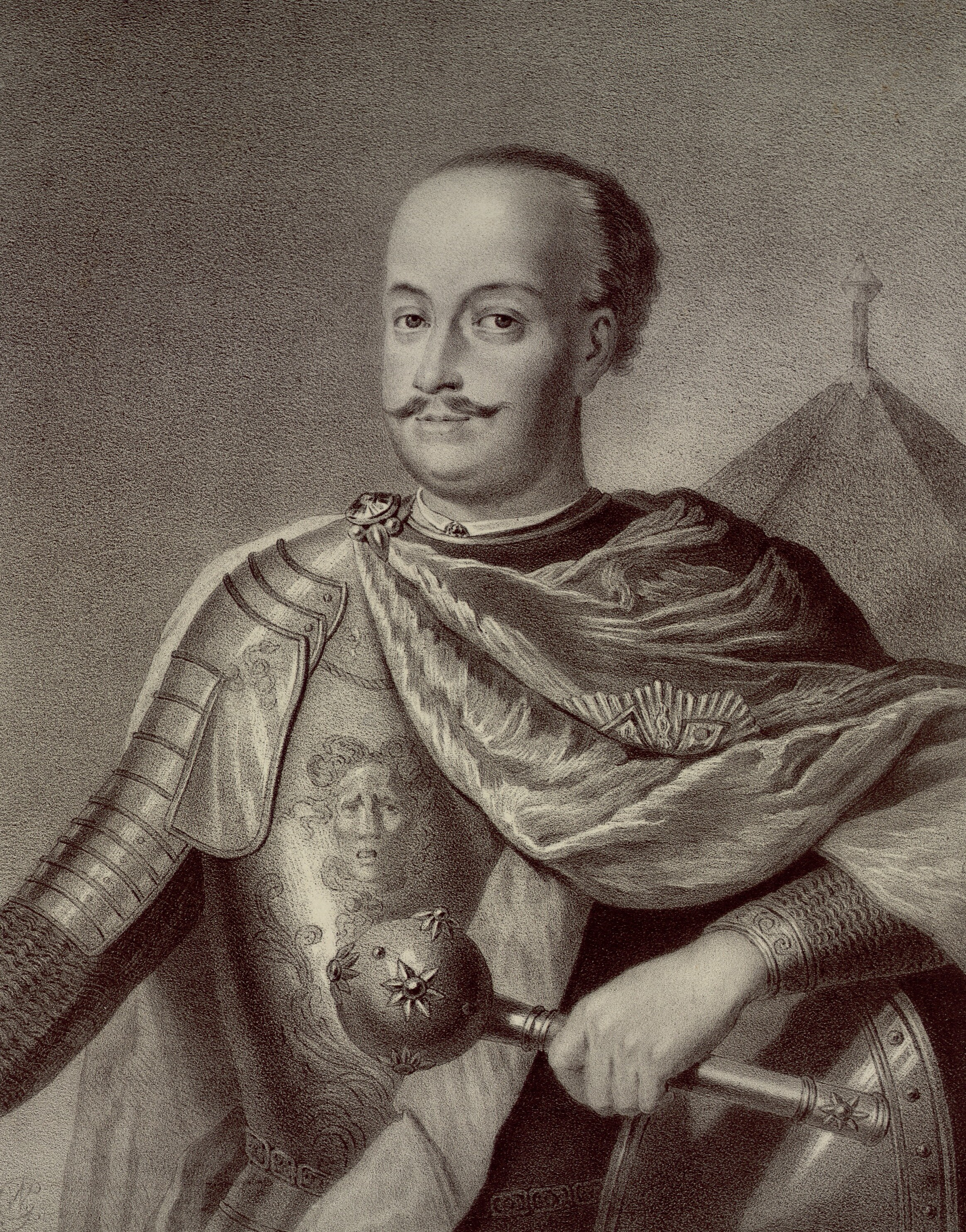
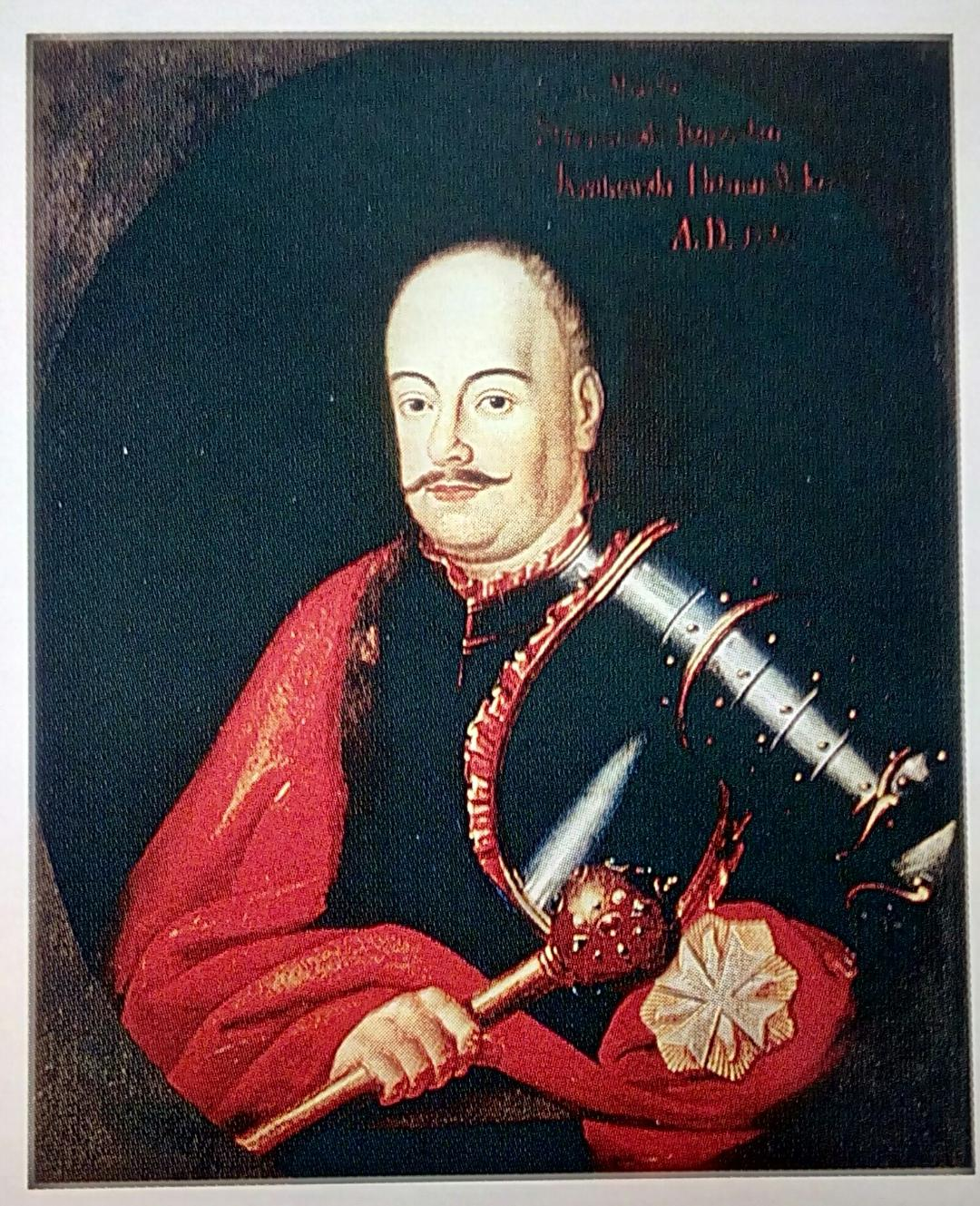
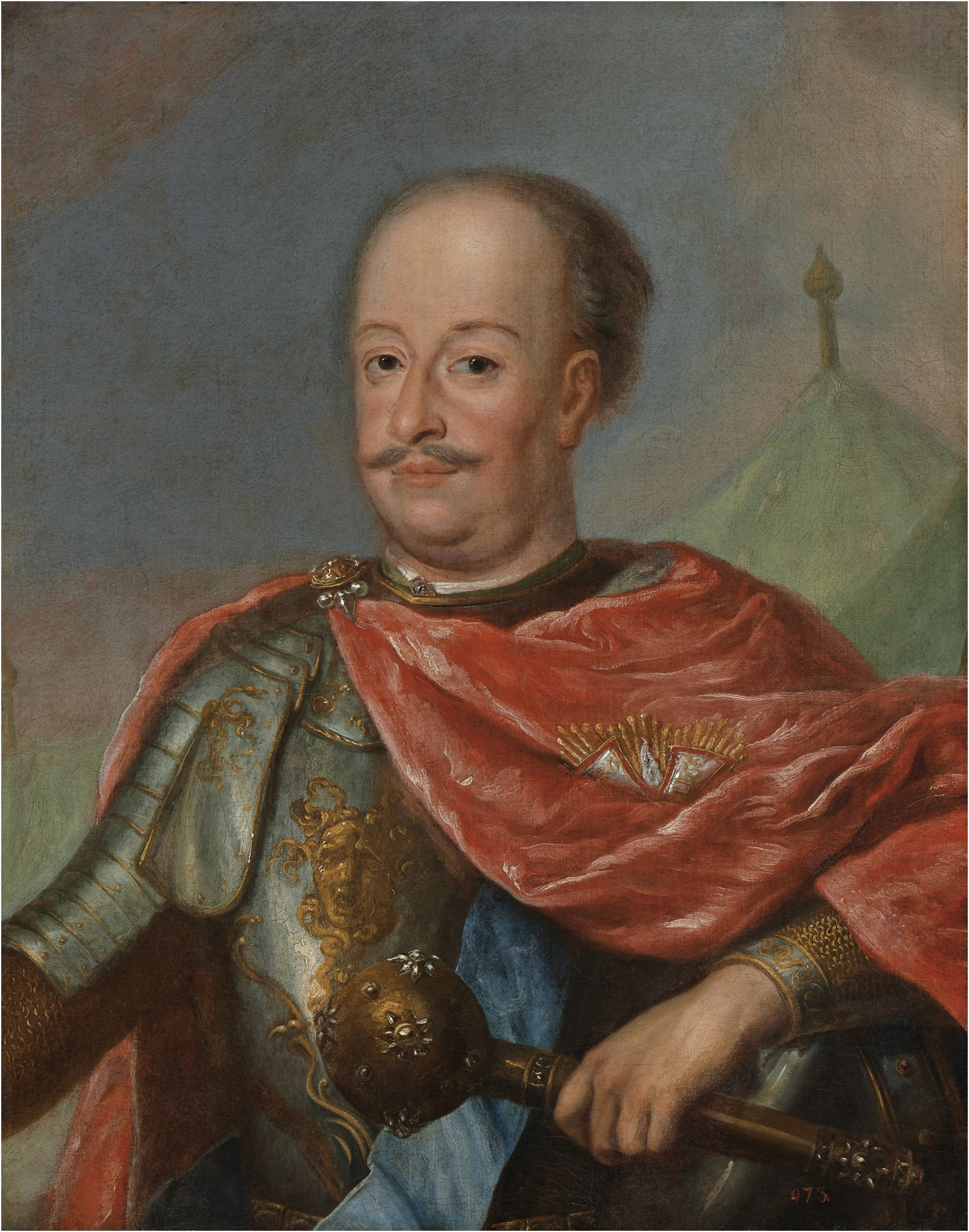
File:Portret Adama Mikołaja Sieniawskiego.jpg
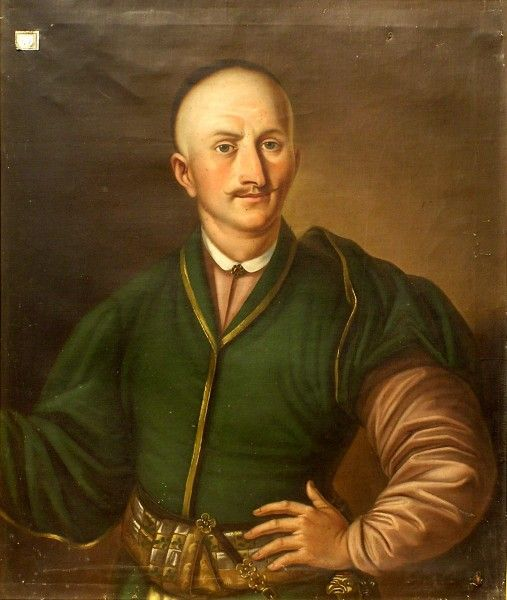
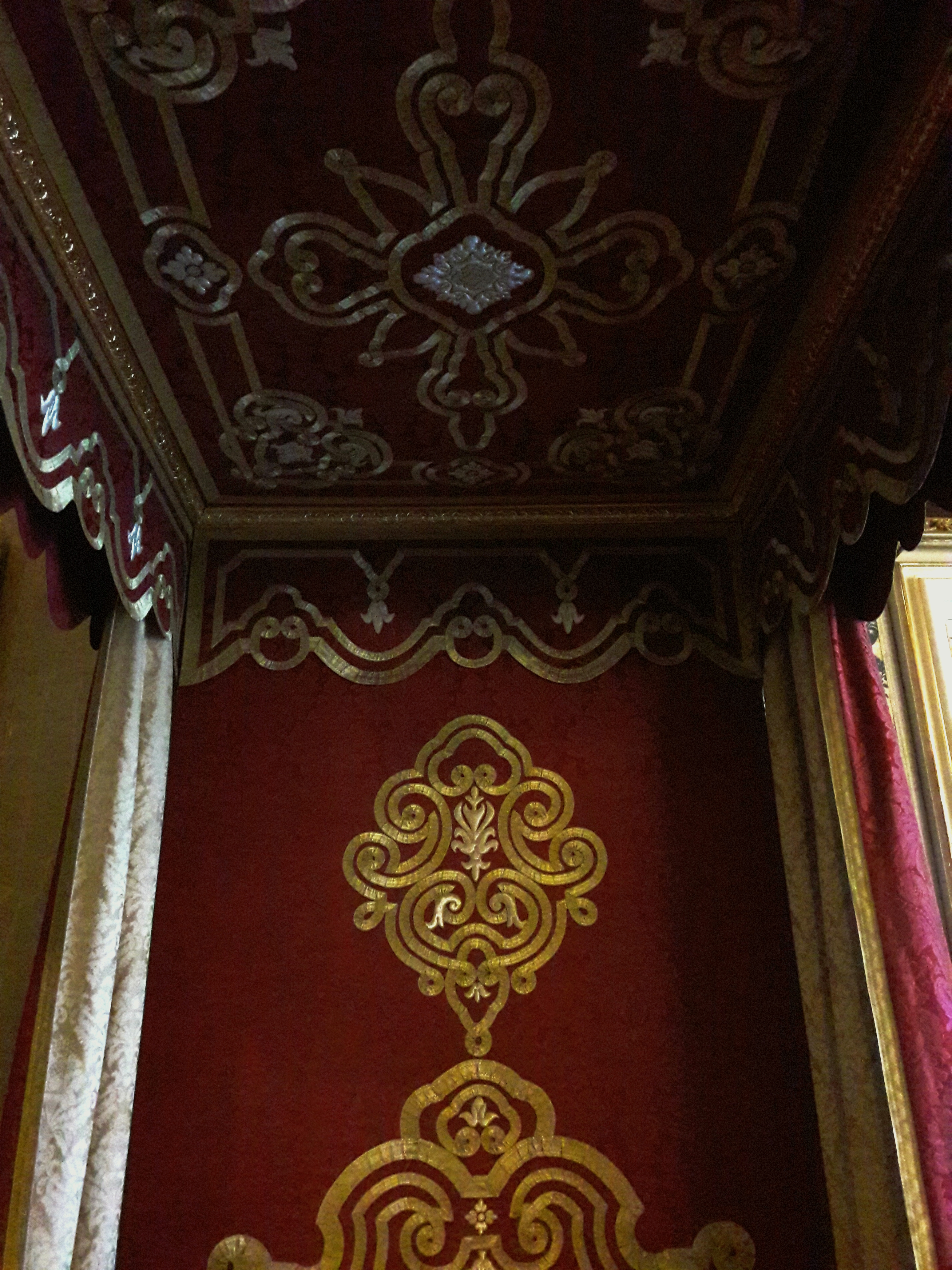
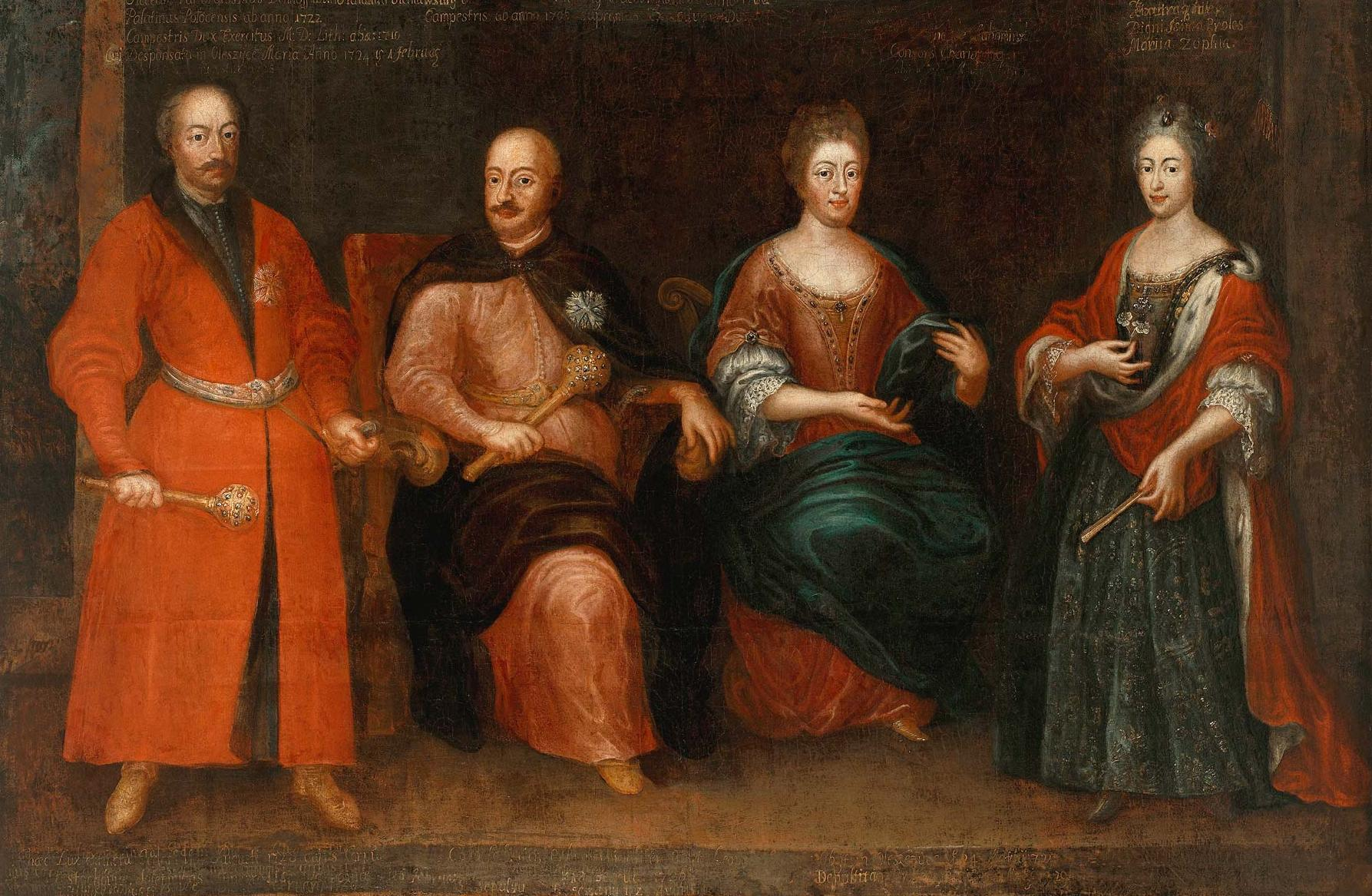
Родина Сенявських: Станіслав Денгофф (перший чоловік Марії Софії), Адам-Миколай Сенявський з дружиною Ельжбетою та Марія Софія Сенявська
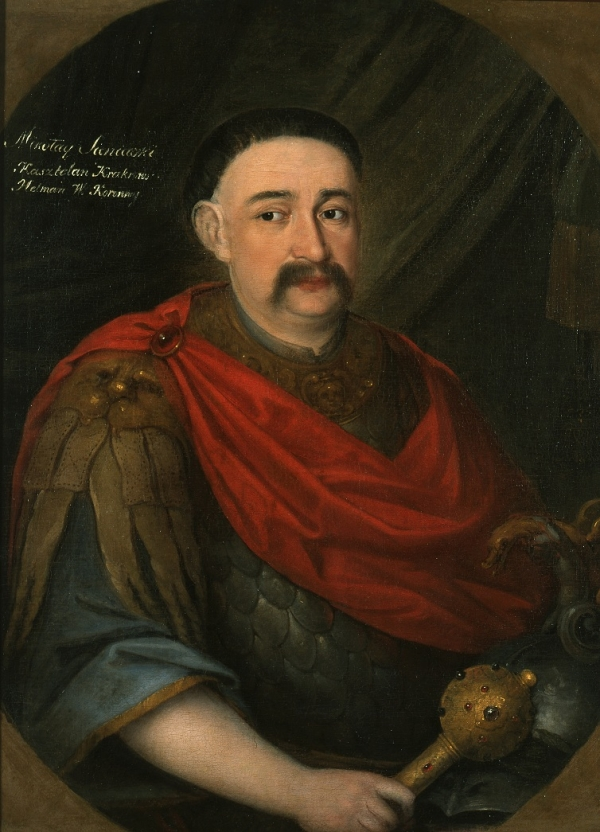
Батько Микола-Єронім Сенявський
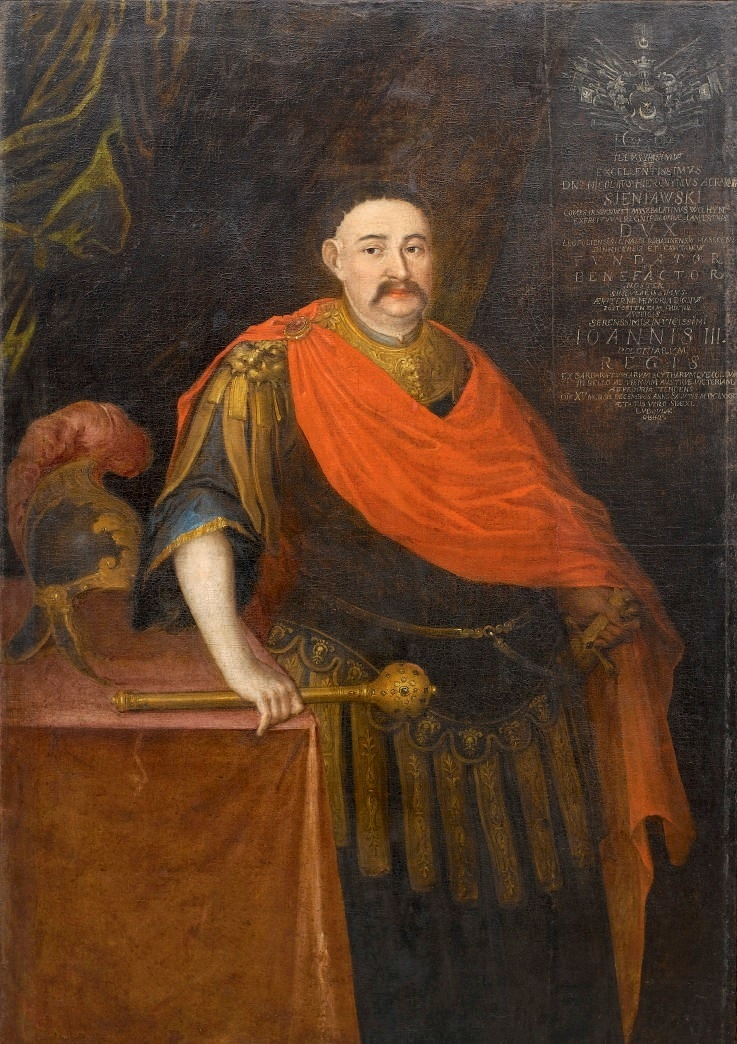
Батько Микола-Єронім Сенявський
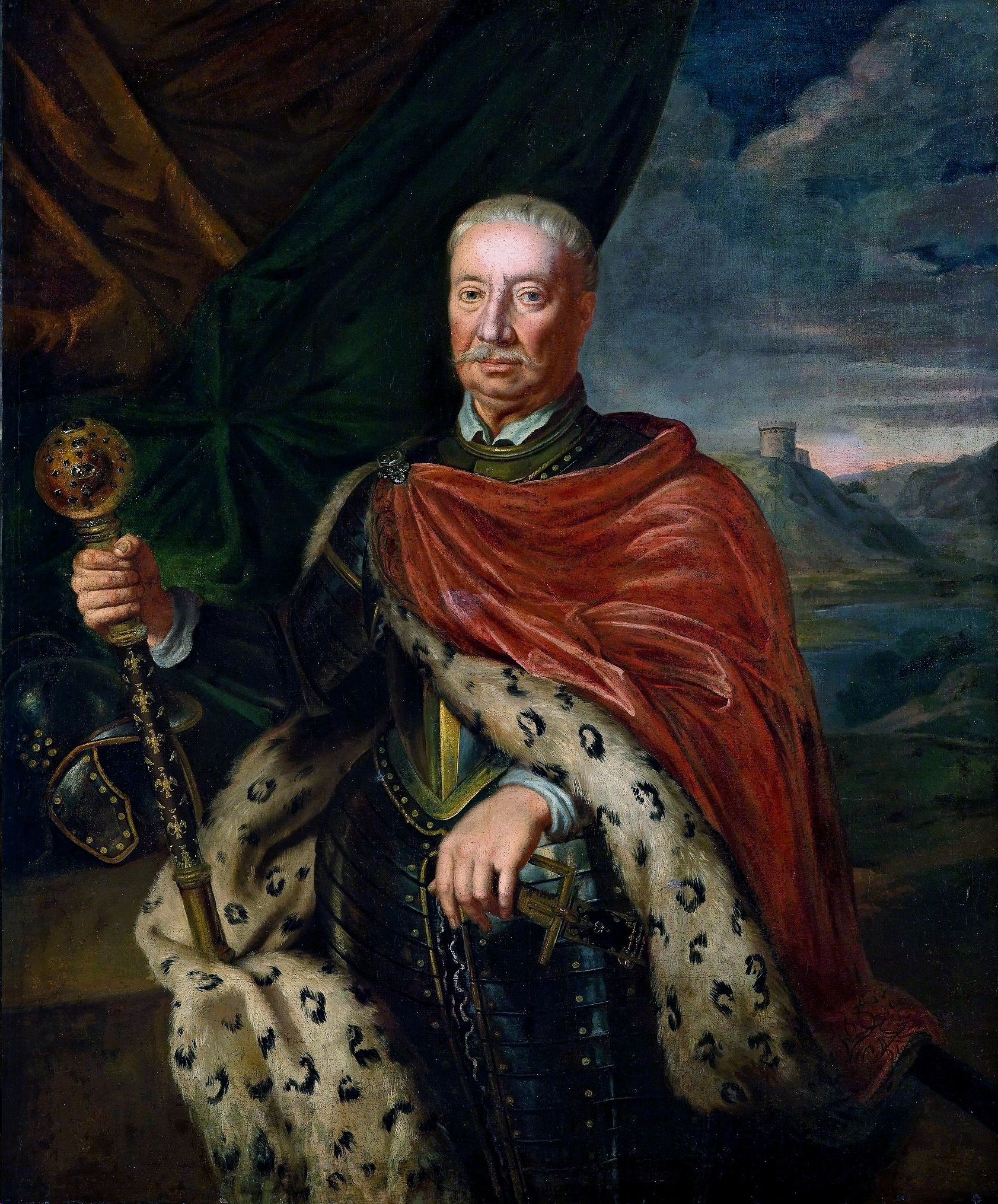
Портрет у Королівському замку у Варшаві, що приписують Феліксові Казімежеві Потоцькому, помилково вважали портретом Адама Сенявського